# Alberto Sainz
Alberto Sainz (13 de desembre de 1937) és un exfutbolista argentí.

## Selecció de l'Argentina
Va formar part de l'equip argentí a la Copa del Món de 1962.